# Bruce Bégout

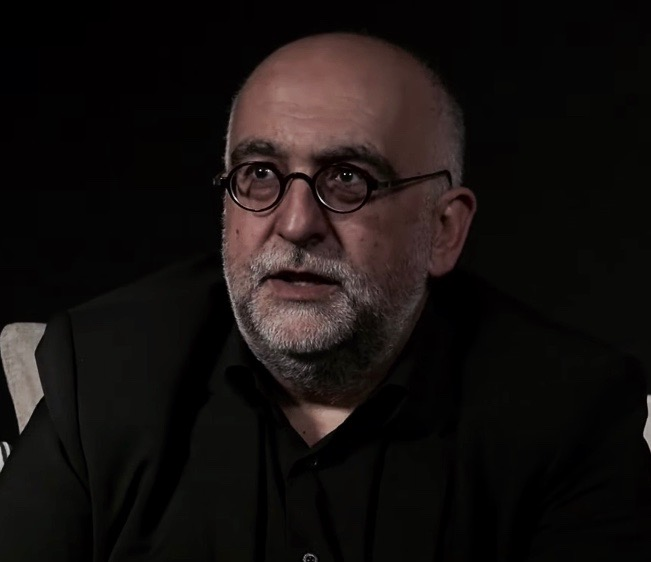
Bruce Bégout, 2022

Bruce Bégout (* 21. Mai 1967) ist ein französischer Philosoph, Übersetzer und Autor.

## Leben
Bégout ist Absolvent der École normale supérieure von Paris, war Assistenzprofessor an der Université de Picardie in Amiens und ist derzeit Assistenzprofessor an der Universität Michel de Montaigne Bordeaux III. Seine wissenschaftlichen Arbeiten folgen der Tradition der Phänomenologie im Sinne von Edmund Husserl. Ferner beschäftigen sie sich mit Alltagsthemen wie dem Stadtleben und öffentlichen Plätzen sowie dem Alltäglichen.
Bis 2008 schrieb er Beiträge zur dreimal im Jahr erscheinenden Zeitschrift für Literatur und Philosophie „Inculte“. Heute leitet er die Reihe Matière étrangère bei Éditions Vrin.

## Veröffentlichungen
- 1995: Maine de Biran. La Vérité intérieure (choix de textes et commentaires). Éditions Payot, Paris.
- 2000: La Généalogie de la logique. Le statut de la passivité dans la phénoménologie de Husserl. L'antéprédicatif et le catégorial. Librairie Philosophique, Éditions Vrin, Paris, ISBN 2-7116-1432-8.
- 2002: Zéropolis. L'expérience de Las Vegas. Éditions Allia, Paris.
  - 2003: deutsch v. Stefan Linster (Übersetzer): Zeropolis. Las Vegas als Sinnbild des amerikanischen Traums. Liebeskind, München, ISBN 3-935890-19-2.
- 2003: Lieu commun. Le motel américain. Éditions Allia, Paris.
  - 2012: deutsch von Franziska Schottmann: Motel. Ort ohne Eigenschaften. Diaphanes, Zürich, ISBN 978-3-03734-234-3.[1]
- 2004: L'Éblouissement des bords de route, Roman. Éditions Verticales, Paris.
- 2005: La découverte du quotidien. Èditions Allia, Paris, ISBN 2-84485-192-4.
- 2007: L'Enfance du monde: Recherches phénoménologiques sur la vie, le monde et le monde de la vie, Band 1 Husserl. Éditions de la Transparence, Beguent, ISBN 978-2-35051-020-0.
- 2008: De la décence ordinaire. Court essai sur une idée fondamentale de la pensée politique de George Orwell. Éditions Allia, Paris, ISBN 978-2-84485-286-1.
- 2009: Sphex. Arbre vengeur. Éditions Allia, Paris.
- 2010: Duane Hanson, le rêve américain, Essay. Édition Actes Sud, Paris.
- 2010: Le ParK, Roman. Éditions Allia, Paris, ISBN 978-2-84485-349-3.
  - 2011: deutsch von Franziska Humphreys-Schottmann: Der Park, Roman. Diaphanes, Zürich, ISBN 978-3-03734-174-2.[2]

Übersetzungen
- Edmund Husserl: De la Synthèse passive: Logique transcendantale et constitutions originaires. Millon, Grenoble 1998, ISBN 2-84137-068-2. (Originaltitel: Analyse zur passiven Synthesis)